# جون آدامز هايمان
جون آدامز هايمان هو سياسي أمريكي، ولد في 23 يوليو 1840 في وارينتون في الولايات المتحدة، وتوفي في 14 سبتمبر 1891 في واشنطن العاصمة في الولايات المتحدة. نشط حزبياً في الحزب الجمهوري. وقد انتخب عضو مجلس ولاية كارولاينا الشمالية ‏ وانتخب عضو مجلس النواب الأمريكي.